# ГЕС Gökçekaya
ГЕС Gökçekaya — гідроелектростанція на північному заході Туреччини. Знаходячись між ГЕС Саріяр Хасан Полаткар (вище по течії) та ГЕС Yenice (38 МВт), входить до складу каскаду на річці Сакар'я, яка впадає до Чорного моря за сотню кілометрів на захід від Зонгулдаку.
В межах проекту річку перекрили бетонною арковою греблею висотою 158 метрів, довжиною 466 метрів та товщиною від 6 (по гребеню) до 22 (по основі) метрів. Вона потребувала 702 тис. м3 матеріалу та утримує водосховище з площею поверхні 20 км2 і об'ємом 953 млн м3 (корисний об'єм 221 млн м3), в якому припустиме коливання рівня у операційному режимі між позначками 378 та 389 мерів НРМ.
Пригреблевий машинний зал обладнали трьома турбінами типу Френсіс потужністю по 92,8 МВт, які при напорі до 115 метрів повинні забезпечувати виробництво 400 млн кВт-год електроенергії на рік.